# Cinéma Métropole
 (octobre 2023).
Si vous disposez d'ouvrages ou d'articles de référence ou si vous connaissez des sites web de qualité traitant du thème abordé ici, merci de compléter l'article en donnant les références utiles à sa vérifiabilité et en les liant à la section « Notes et références ».
Le cinéma Métropole est un bâtiment de style Art déco qui fut édifié par l'architecte Adrien Blomme à Bruxelles en Belgique.

## Localisation
Le cinéma est situé au numéro 30 de la rue Neuve, qui est la principale rue piétonne commerçante de Bruxelles-ville.

## Historique
C'est en 1930-1932 qu'Adrien Blomme, assisté de l'architecte parisien R. Nicolas, construisit une extension à l'Hôtel Métropole comprenant une salle de cinéma, des boutiques, une taverne, des salles de banquet et deux étages de chambres d'hôtel. Il fut inauguré le 27 octobre 1932 en présence de la reine Élisabeth et de la princesse Astrid. La salle, qui pouvait accueillir 3 000 spectateurs, était la plus grande de Belgique. 
Comme de nombreuses salles touchées par la désertion des spectateurs dans les années 1970, l'exploitant du Métropole s'efforça d'améliorer sa rentabilité en multipliant les salles. On coula une dalle de béton au niveau du deuxième balcon, puis plus tard au niveau du premier balcon, mais rien n'y fit. Le propriétaire, Éric Wielemans, fit transformer le rez-de-chaussée en surface commerciale en 1982. En 1994, les salles furent détruites pour faire place à une extension du magasin. De l'ancien cinéma, peu de choses ont été sauvées, essentiellement la célèbre fresque d'Ossip Zadkine

## Architecture
Le cinéma présente une façade monumentale en travertin large de 22 m, comprenant six niveaux situés légèrement en retrait l'un par rapport à l'autre, plus deux attiques présentant un retrait nettement plus important et peu visibles depuis la rue.
La partie centrale de la façade est occupée par une entrée monumentale haute de cinq niveaux constituée de deux larges pans de murs aveugles cantonnés de pilastres polygonaux, supportant un énorme entablement situé à la hauteur du quatrième étage, qui affichait jadis le nom du cinéma Métropole en lettres géantes.
Cet entablement abrite l'entrée proprement dite, constituée d'une grande verrière concave surmontée, juste sous l'entablement, d'une triple verrière convexe.

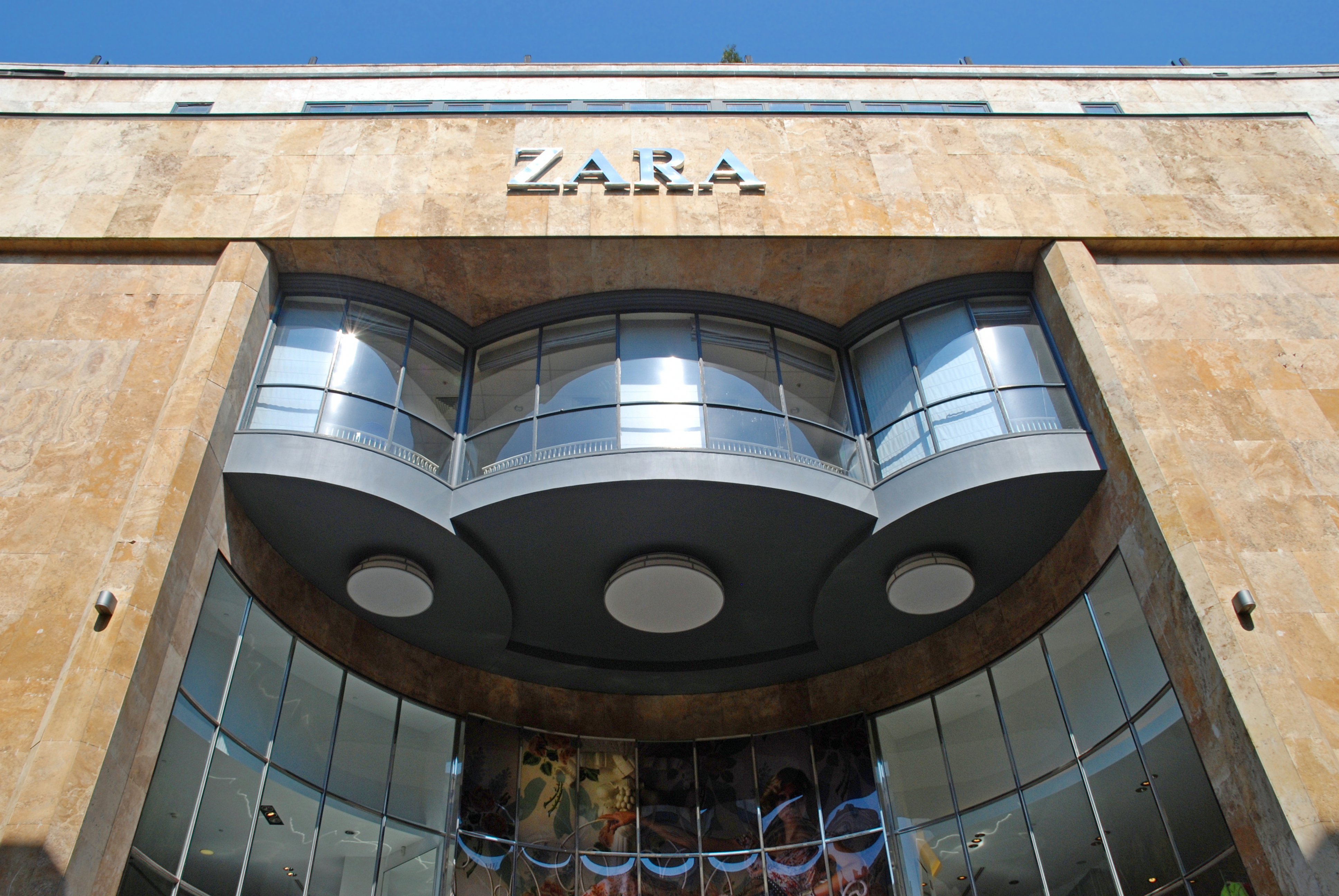
La triple verrière convexe.

## Accessibilité
| ___ | Ce site est desservi par la station de métro : De Brouckère. |